# Alexander Berger
Alexander Berger (Aichkirchen, 27 settembre 1988) è un pallavolista austriaco, schiacciatore del Belluno.

## Carriera

### Club
La carriera di Alexander Berger inizia nel 2002 nel Wels. Esordisce tra i professionisti nella stagione 2009-10 con il Tirol di Innsbruck, con cui in cinque annate si aggiudica quattro scudetti, la Middle European League 2011-12 e la Coppa d'Austria 2013-14.
Si trasferisce in Francia per disputare la stagione 2014-15 con il Nantes, in Ligue A, mentre in quella successiva viene ingaggiato dal Padova nella Superlega italiana. Nella stessa categoria milita anche nel campionato 2016-17, difendendo però i colori della Sir Safety Perugia, con cui in tre stagioni vince la Supercoppa italiana 2017, due Coppe Italia e lo scudetto 2017-18.
Per la stagione 2019-20 si accorda con la neopromossa You Energy di Piacenza, sempre in Superlega, mentre nella stagione seguente approda nella Efeler Ligi turca con l'Halkbank, conquistando la BVA Cup. Nell'annata 2021-22 si trasferisce invece in Polonia, partecipando alla Polska Liga Siatkówki con lo Czarni Radom: resta nella massima divisione polacca anche nell'annata seguente, stavolta difendendo, per due stagioni, i colori del Cuprum Lubin. Per la stagione 2024-25 si trasferisce al Katowice, ancora in Polska Liga Siatkówki: tuttavia, a campionato in corso, viene ceduto al Belluno, nella Serie A3 italiana.

### Nazionale
Nel 2009 ottiene le prime convocazioni nella nazionale austriaca, con cui vince la medaglia di bronzo all'European League 2016, dove viene premiato come miglior schiacciatore. Nel 2024 conquista l'argento all'European Silver League.

## Palmarès

### Club
- Campionato austriaco: 4

2009-10, 2010-11, 2011-12, 2013-14
- Campionato italiano: 1

2017-18
- Coppa d'Austria: 1

2013-14
- Coppa Italia: 2

2017-18, 2018-19
- Supercoppa italiana: 1

2017
- Middle European League: 1

2011-12
- BVA Cup: 1

2020

### Nazionale (competizioni minori)
- European League 2016
- European Silver League 2024

### Premi individuali
- 2016 - European League: Miglior schiacciatore